# Vredeskerk (Oosterhout)
De Vredeskerk is een Nederlandse protestantse en voormalige hervormde kerk in Oosterhout. De kerk is gebouwd in 1810 en heeft de status van rijksmonument.

## Geschiedenis
Hoewel er reeds in de tweede helft van de 16e eeuw protestanten in Oosterhout leefden werd de uitoefening van de protestantse eredienst pas mogelijk bij het ingaan van het Twaalfjarig Bestand, in 1609. De eerste vaste predikant trad aan op 7 november 1613. Dit was Adrianus de Raedt (Radeus). In 1614 werd een huis gekocht aan de Markt. Hier werd een protestantse kerk en een school in gevestigd. Er werd ook een toren bijgebouwd, die in 1638 door de katholieken werd verwoest. In 1648 werd de uitoefening van de katholieke eredienst verboden en werd de Sint-Janskerk door de hervormden genaast. In 1649 werd hier de eerste godsdienstoefening gehouden. De voormalige kerkschool werd verkocht aan een smid.
Er waren relatief veel protestanten in Oosterhout: in 1698 waren dat er 200. De katholieken kregen in 1810, onder de regering van Lodewijk Napoleon Bonaparte, hun kerk terug. Ter compensatie werd voor de protestanten een nieuwe kerk gebouwd: de huidige Vredeskerk, die dus een Napoleonskerk is.

## Gebouw
De Vredeskerk stamt uit 1810. De naam Vredeskerk verkreeg ze pas in de jaren 90 van de 20e eeuw. De kerk is gebouwd in neoclassicistische stijl en heeft de vorm van een Grieks kruis. Op het dak staat een klokkentorentje. In het interieur bevindt zich de uit de Sint-Janskerk afkomstige eikenhouten preekstoel uit 1640 met reliëfs van de Salvator Mundi en de vier Evangelisten. Er zijn drie gegoten koperen kroonluchters, uit 1629, 1637, en 1642. Het orgel stamt uit 1753 en werd gebouwd door Jacob François Moreau. Oorspronkelijk stond het in de katholieke schuurkerk en het werd overgeplaatst in 1810.

## Externe bronnen
- Protestantse gemeente Oosterhout
- ReliWiki